# Mauron
 Mauron es una comuna francesa situada en el departamento de Morbihan, en la región de Bretaña.

## Demografía
| 3370 | 3216 | 3237 | 3365 | 3396 | 3196 | 3113 |
| Para los censos de 1962 a 1999 la población legal corresponde a la población sin duplicidades (Fuente: INSEE [Consultar]) |      |      |      |      |      |      |